# Улица Сергея Преминина (Вологда)
Улица Серге́я Преми́нина — улица в Вологде, расположенная в Южном жилом районе города. Проходит между Пошехонским шоссе и Осановским проездом.

## История
Улица была открыта в 1957 году и названа Грязовецкой. В течение длительного периода времени улица ограничивала с юга завокзальный микрорайон Вологды. В 1972 году включена в состав Московской улицы. В 2004 участок вновь выделен из Московской и получил название в честь Героя Российской Федерации Сергея Преминина. Вплоть до этого же момента по улице не числилось ни одного жилого дома (только с одновременной нумерацией по другим улицам).
Изначально улица Преминина существовала как технический проезд. Здесь велось строительство нового микрорайона, поэтому существующая дорога разбита тяжелой техникой. Начиная с 2009 года вдоль по южной стороне улицы ведётся строительство нового жилого массива.
Вплоть до 2012 года на улице асфальтовое покрытие присутствовало только на протяжении первых четырёхсот метров — до перекрёстка с Планерной улицей. Вопрос о ремонте улицы Преминина поднимался на уровне Президента РФ. Осенью 2012 года начат капитальный ремонт улицы Преминина на участке от Пошехонского шоссе до улицы Ловенецкого.

## Благоустройство и транспорт
На протяжении всей улицы с октября 2012 года осуществляется двухстороннее движение автобусов.

## Примечательные здания и сооружения
- дом 2 — торговый центр «Вега»
- дом 10 — жилой многоквартирный, 10 этажный дом с объектами коммерческой недвижимости на 1-3 этажах здания
- дом 12 — жилой многоквартирный дом с объектами коммерческой недвижимости на 1 этаже здания
- дом 3 — локомотивное депо (также Можайского, 10)
- дом 26-а — стадион «Локомотив»
- дом 26-б — парк 20-летия Победы[7]